# SvampBob Fyrkant: Sandy räddar Bikinibotten
SvampBob Fyrkant: Sandy räddar Bikinibotten (engelska: Saving Bikini Bottom: The Sandy Cheeks Movie) är en amerikansk animerad äventyrsfilm som hade premiär den 2 augusti 2024 på strömningstjänsten Netflix. Filmen är regisserad av Liza Johnson efter ett manus skrivet av Kazimieras G. Prapuolenis och Tom Stern.

## Handling
Filmen kretsar kring Sandy Cheeks och SvampBob Fyrkant som när undervattensvärlden Bikinibotten och alla dess invånare plötsligt tas upp ur havet reser till Texas för att rädda staden från en komplott.

## Rollista i urval
| Roll        | Originalröster   |
| ----------- | ---------------- |
| Sandy       | Carolyn Lawrence |
| SvampBob    | Tom Kenny        |
| herr Krabba | Clancy Brown     |
| Patrik      | Bill Fagerbakke  |
| Plankton    | Mr. Lawrence     |
| Bläckward   | Rodger Bumpass   |
| Sue Nahmee  | Wanda Sykes      |